# Persicaria galapagensis
Persicaria galapagensis är en slideväxtart som först beskrevs av Théodore Caruel, och fick sitt nu gällande namn av Galasso. Persicaria galapagensis ingår i släktet pilörter, och familjen slideväxter. Inga underarter finns listade i Catalogue of Life.